# Sękowo (Mazovie)
Pour les articles homonymes, voir Sękowo.
Sękowo (prononciation : [sɛŋˈkɔvɔ]) est un village polonais de la gmina de Bielsk dans le powiat de Płock de la voïvodie de Mazovie dans le centre-est de la Pologne.
Il se situe à environ 5 kilomètres au sud-ouest de Bielsk (siège de la gmina), 11 kilomètres au nord-est de Płock (siège du powiat) et à 96 kilomètres au nord-ouest de Varsovie (capitale de la Pologne).

## Histoire
De 1975 à 1998, le village appartenait administrativement à la voïvodie de Płock.